# Jabbim
Jabbim – komunikator internetowy rozwijany na licencji GPL, który jest klientem protokołu XMPP. Jabbim używa biblioteki Qt oraz pythonowej nakładki PyQt jako interfejsu graficznego. Komunikator działa zarówno pod systemem Linux jak i Microsoft Windows oraz nieoficjalnie MacOS.
Gotowe paczki deb i RPM są dostępne dla kilku najpopularniejszych dystrybucji Linuksa. OS X nie jest co prawda obsługiwany przez programistów, jednak uruchomienie aplikacji na tym systemie również jest możliwe.
Jabbim współpracuje zarówno ze standardowymi serwerami XMPPa jak i Google Talk.

## Możliwości komunikatora
- Zakładki w oknie rozmowy
- Skórki dla aplikacji i okna czatu
- Graficzne emotikony
- Powiadomienia wizualne i dźwiękowe
- Formatowanie wiadomości (XHTML-IM)
- Informacje o tym, czy dany rozmówca w tej chwili coś pisze
- Transfer plików
- Zaawansowana obsługa czatów ze wsparciem dla administracji i moderacji pokojem
- Autoprzyłączanie do wybranych czatów.
- Serwer czatów
- Przeglądarka usług
- Listy prywatności
- Niewidoczność
- Wsparcie dla komend Ad-Hoc
- Szyfrowanie TLS
- Rozszerzone statusy(inne języki) (User Tune, User Mood, User Activity, User Chatting)